# Bahnhof Adliswil

Der Bahnhof Adliswil ist ein SZU-Bahnhof in der gleichnamigen Stadt Adliswil südlich der Stadt Zürich. Er ist einer der wichtigsten Bahnhöfe der Sihltal-Zürich-Uetliberg-Bahn (SZU) auf der Strecke der Sihltalbahn. Gleichzeitig dient er als Doppelspurinsel der S-Bahnlinie S4.
Am Bahnhof gibt es Anschlüsse auf die täglich verkehrenden Buslinien der SZU unter den Namen Zimmerbergbus und der Verkehrsbetriebe Zürich (VBZ).

## Geschichte

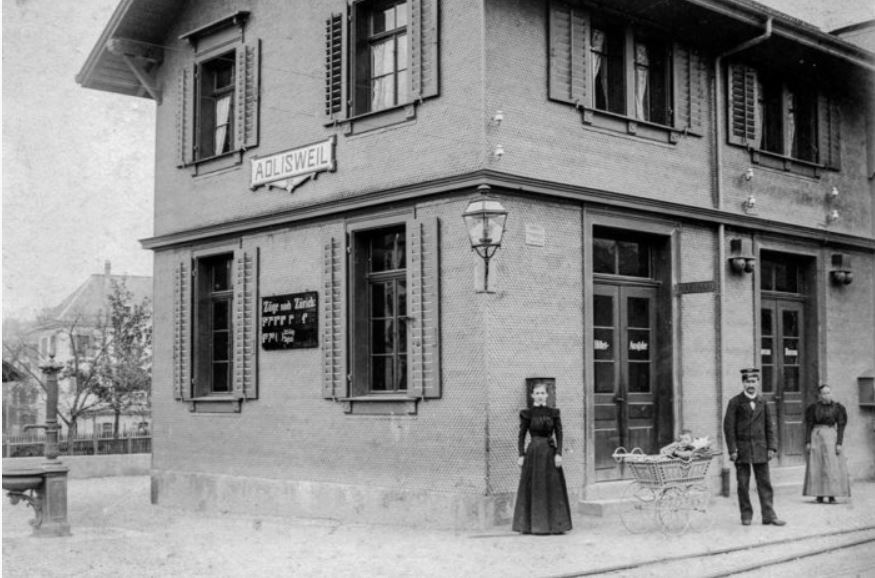
Bahnhofsgebäude (ca. 1892)

Der Bahnhof Adliswil entstand mit der Inbetriebnahme der Sihltalbahn (SiTB) am 3. August 1892 zwischen Giesshübel und Sihlwald.

## Verkehr
Alle planmässigen Personenzüge der SZU als S4 (auch Sihltalbahn) bedienen den Bahnhof Adliswil ganztags im 20-Minuten-Takt. In Hauptverkehrszeiten fährt die SZU im 10-Minuten-Takt, in Richtung Langnau-Gattikon halten die Zusatzzüge (um xx:04, 24 und 44 ab Adliswil) nicht in Sihlau und Wildpark-Höfli.
Sporadisch fährt am letzten Sonntag des Monats ein Dampfzug der Zürcher-Museum-Bahn (ZMB), jedoch ohne Halt in Adliswil aufgrund der dringenden Zugkreuzung und Einhaltung der dichten Taktfahrplan mit der S-Bahn 4 in Leimbach.
Adliswil liegt auf der ZVV-Tarifzone 150.

### S-Bahn Zürich

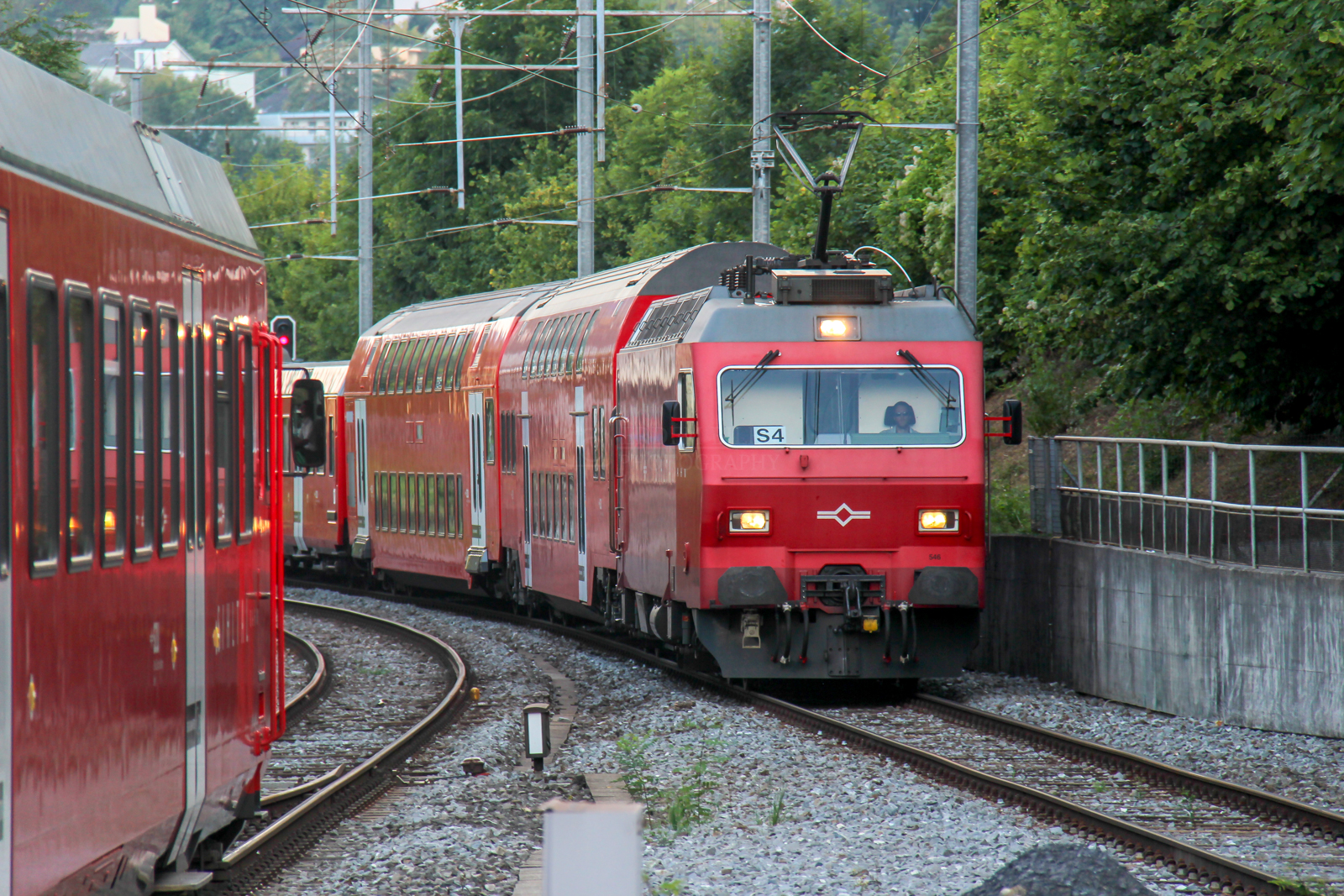
Zwei Züge der S4 als Sihltalbahn (SZU) kreuzen sich in Adliswil (2018)

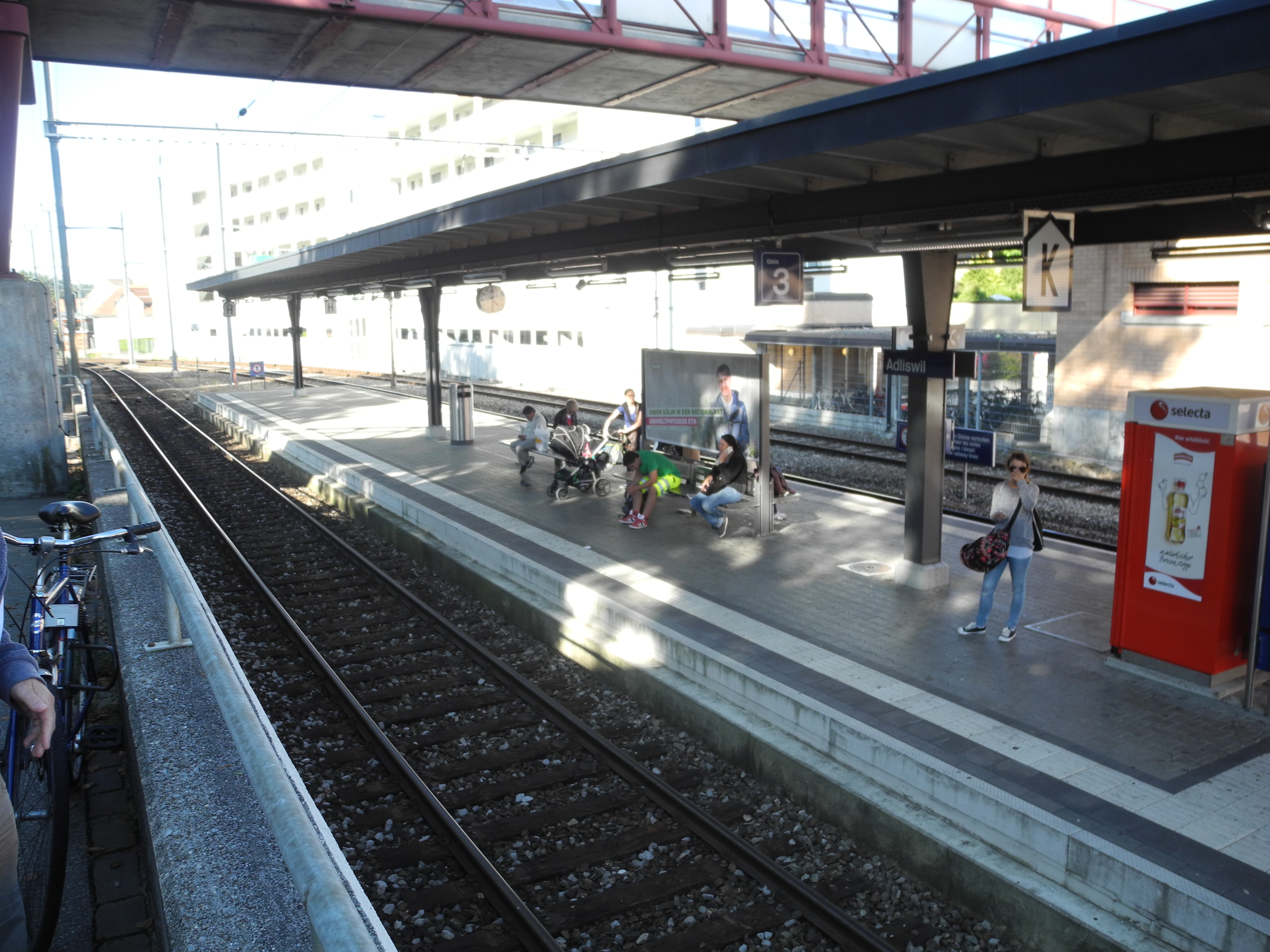
Gleis 3 (2015)

Seit 1990 ist die SZU als S4 im Zürcher Verkehrsverbund (ZVV) integriert.
- S 4 Zürich HB – Adliswil – Langnau-Gattikon (– Sihlwald)
- 4 Zürich HB – Adliswil – Langnau-Gattikon

### Buslinien

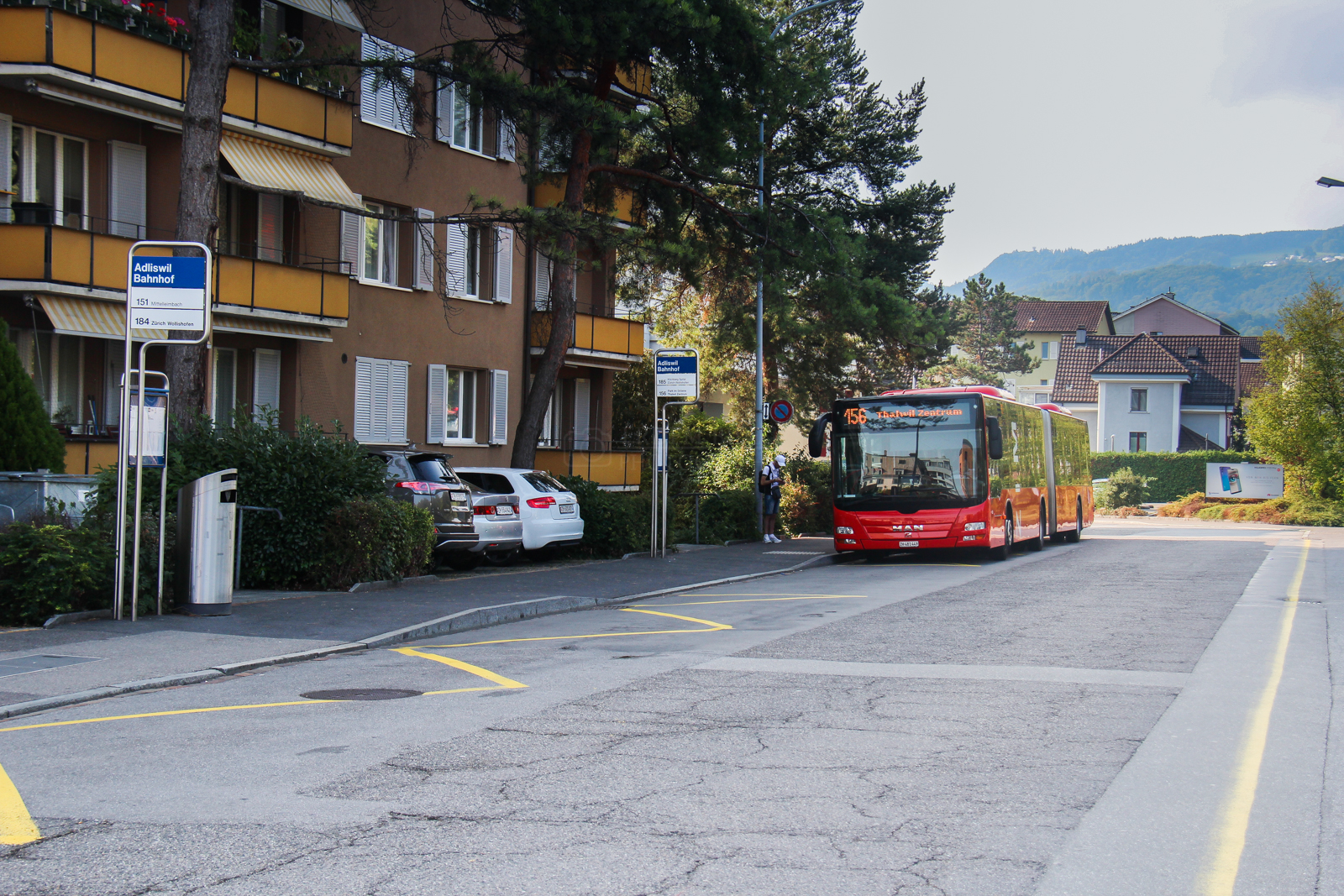
Bushaltestelle mit Zimmerbergbus der SZU (2018)

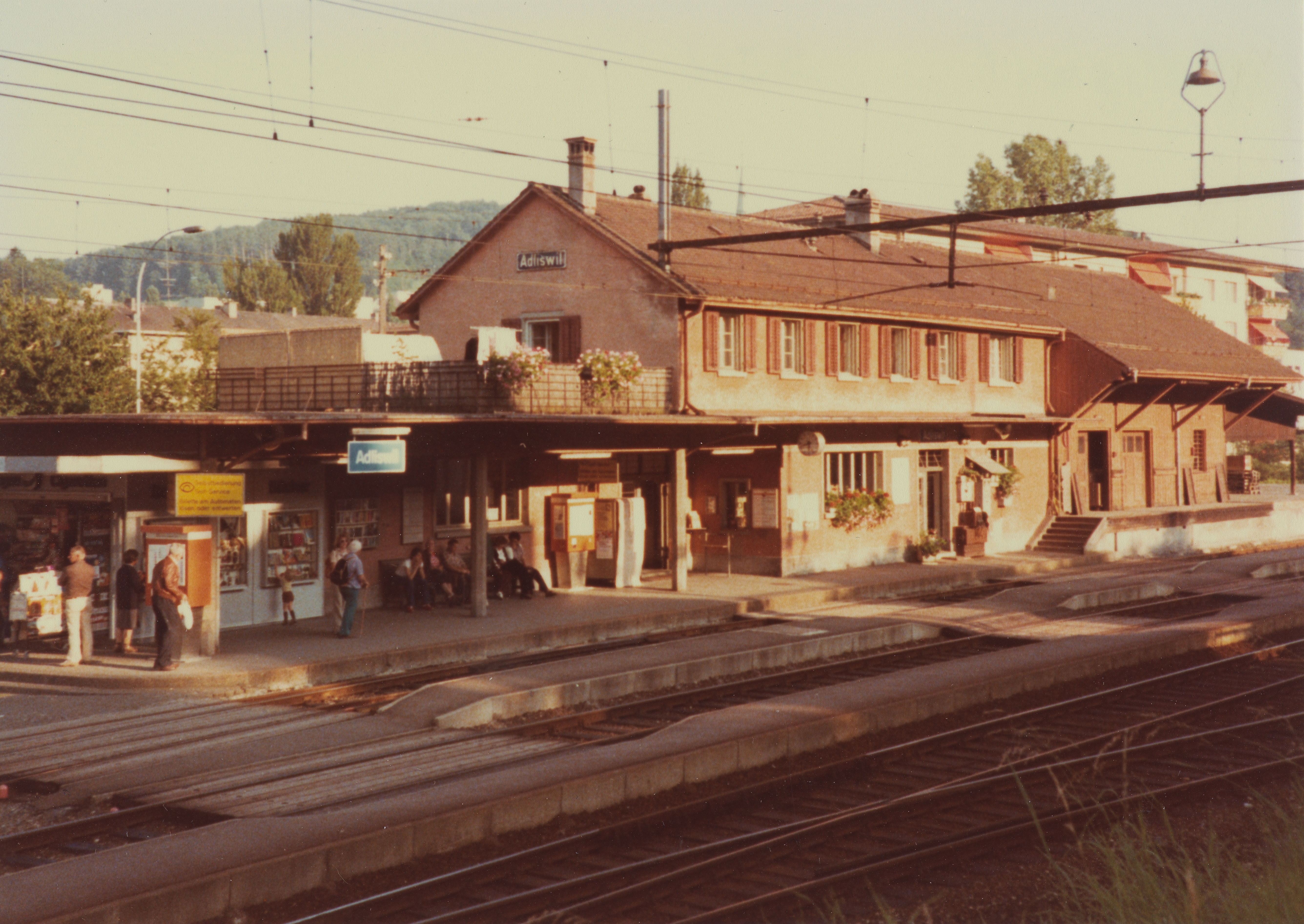
Stationsgebäude und Güterschuppen, Bahnseite (1980)

Der Bahnhof Adliswil ist ein lokaler und städtischer Busknotenpunkt. Die von SZU als Zimmerbergbus betriebenen ZVV-Buslinien 151, 152, 153 bedienen alle 20 Minuten das Gemeindegebiet der Stadt Adliswil. Der Bus 156 gehört ebenfalls zu SZU, von Bahnhof Adliswil verbindet dieser ganztags in Halbstundentakt die Orte Rüschlikon und Thalwil.
Von der Verkehrsbetriebe Zürich betriebene Busse 184 und 185 weisen diese ganztags stündlich vier Verbindungen von Adliswil nach Zürich-Wollishofen. Der Bus 184 fährt direkt entlang der Zürichstrasse, während die Buslinie 185 zusätzlich das östliche Gebiet der Stadt Adliswil und das Spital Kilchberg halbstündlich bedient. Im Dezember 2018 wurden die beiden Linien bis Bahnhof Wollishofen verlängert, somit können alle Haltestellen entlang der Albisstrasse in Wollishofen ohne Umstieg erreicht werden.

#### Zimmerbergbus
Folgende Linien und Streckenverläufe ab Bahnhof Adliswil:
- 151 Bahnhof Adliswil – Zürich, Mittelleimbach
- 152 Rundkurs ab Bahnhof Adliswil via Rütistrasse
- 153 Bahnhof Adliswil – Adliswil, Büchel
- 156 Bahnhof Adliswil – Thalwil, Zentrum

#### Verkehrsbetriebe Zürich (VBZ)
- 184 Bahnhof Adliswil – Zürich, Bahnhof Wollishofen
- 185 Bahnhof Adliswil – Kilchberg Spital – Zürich, Bahnhof Wollishofen

## Luftseilbahn
Etwa 450 m oder 10 bis 12 Minuten Fussweg entfernt liegt die Talstation der Luftseilbahn Adliswil–Felsenegg (LAF). Sie ist die einzige öffentliche Luftseilbahn im Kanton Zürich.

## Zukunft
Auf der Strecke durch das Sihltal werden bei der SZU bis 2030 um 80 Prozent höhere Passagierzahlen gegenüber 2011 prognostiziert.
Es ist in langfristigen Strategien geplant, zwischen Zürich HB und Adliswil den Taktfahrplan der S4 bis 2028 in HVZ von 10-Minuten-Takt auf 7,5-Minuten-Takt zu erhöhen in Rahmen der S-Bahn Zürich 2G (2. Generation).

### Neuer Bushof Adliswil
Die Bushaltestellen beim Bahnhof Adliswil entsprechen nicht mehr den Anforderungen der Verkehrsteilnehmenden und den gesetzlichen Vorgaben zur Behindertengleichstellung. Es soll deshalb neu ein Bushof erstellt werden. Herzstück sind vier überdachte Haltekanten für die Buslinien von SZU (Sihltal-Zürich-Uetliberg-Bahn) und VBZ (Verkehrsbetriebe Zürich).
Dem Projekt Neubau Bushof mit Erweiterung Tiefgarage «Florastrasse» wurde am 23. September 2018 bei der Volksabstimmung laut der Statistik zugestimmt.
Der Bushof wird ab Herbst 2019 gebaut und ab Ende 2021 in Betrieb eingesetzt.